# Piave (fromage)
Pour les articles homonymes, voir Piave (homonymie).
Le piave est un fromage italien fabriqué dans la province de Belluno en Vénétie. Il s'agit d'un fromage à pâte pressée cuite au lait de vache thermisé. Il bénéficie d'une appellation d'origine protégée depuis 2009.

## Description
Le piave est un fromage à pâte cuite se présentant sous forme de meules cylindriques d'une trentaine de centimètres de diamètre (de 27.5 cm à 32 cm selon l'affinage), d'environ 8 cm de hauteur et pesant autour de 6 kg. Sa pâte est ferme et compacte. Elle est homogène et de couleur jaune clair pour les fromages jeunes et devient plus foncée, sèche voire granuleuse avec l'affinage.
Il existe différents affinages possibles :
- Piave fresco (jeune) : affiné 20 jours au minimum ;
- Piave Mezzano (demi-affiné) : affiné 2 mois au minimum ;
- Piave Vecchio (vieux) : affiné 6 mois au minimum ;
- Piave Vecchio Selezione Oro (vieux sélection or) : affiné 12 mois au minimum ;
- Piave Vecchio Riserva (vieux réserve) : affiné 18 mois au minimum.

Il présente une teneur en matière grasse d'environ 33 % et une teneur en protéines d'environ 25 %.

## Histoire
La production de piave commence en 1960 à la Latteria Sociale Cooperativa della Vallata Feltrina où ce nom lui est donné d'après le Piave, fleuve qui s'écoule dans la région. Cependant, ses origines remontent à  la fin du XIXe siècle avec la création dans la région des premières coopératives laitières de montagne d'Italie. 
En 2008 il fait l'objet d'une demande d'AOP qui lui est accordé l'année suivante. 
Le cahier des charges de l'AOP est modifié en 2020, assouplissant certaines obligations, portant par exemple sur les races de vaches autorisées (ajout de la Grise alpine), la nourriture apportée aux vaches laitières (permission de donner à manger des fruits, légumes et colza s'ils sont séchés), la méthode de pasteurisation ou le temps de trempage dans la saumure.

## Fabrication
Le piave est produit dans la province montagneuse de Belluno, en Vénétie, située à cheval entre les Dolomites et les préalpes italiennes, autour du Piave. 
Le lait, venant de cette même région, doit être issu à 80% au moins de vaches de race Brune italienne, Pie  rouge  italienne, Frisonne italienne, Grise alpine ou de leurs croisements. Ce lait, généralement pasteurisé, est caillé grâce à l'adjonction de présure et de ferments lactiques, puis moulé et pressé. Les meules ainsi formées sont ensuite cerclées par un anneau appelé fascera qui imprime le mot "Piave" sur la tranche, puis elles reposent quelque temps avant d'être immergées dans un bain de saumure. Les meules sont finalement affinées au minimum 20 jours (pour du Piave fresco) et jusqu'à plus de 18 mois (pour du Piave Vecchio Riserva).